# Keilbachia acamptochaeta
Keilbachia acamptochaeta är en tvåvingeart som beskrevs av Heikki Hippa och Pekka Vilkamaa 2007. Keilbachia acamptochaeta ingår i släktet Keilbachia och familjen sorgmyggor.
Artens utbredningsområde är Myanmar. Inga underarter finns listade i Catalogue of Life.